# ビタミンS
ビタミンS（ビタミンエス）は、吉本興業所属の、実の兄妹からなるお笑いコンビである。「ビタS」と略して呼ばれる事もある。

## メンバー
- お兄ちゃん（本名・中野 将幸（なかの まさゆき）、1978年7月15日（47歳） - ）

兄で、ボケ(たまにツッコミ)担当。A型。
小林旭とK-1が好きで、小林の物真似やK-1実況の真似の持ち芸がある。兄妹で一緒に小林旭のコンサートに行くこともあるという。
本名で呼ばれると照れる。
芸人になる前は、東京ドームホテルに勤務していた。ちなみにシスコンであり、ブラコンでもある。
2013年4月から『GOGO競馬サンデー!』（MBSラジオの競馬中継番組）のレギュラーを務めるなど、近年は関西圏を中心に、テレビ・ラジオで中央競馬関連の番組に出演。出演番組で競馬の予想を披露することも多い。
- マイコ（結婚前の本名・中野 舞子（なかの まいこ）、1981年8月13日（44歳） - ）

妹で、ツッコミ(たまにボケ)担当。A型。
身長166cm、スリーサイズはB90cm、W70cm、H92cm、S:24.5cm。
武庫川女子大学生活環境学部情報メディア学科卒業。
藤原紀香が好きで、その物真似の芸を持っている。沢尻エリカの格好で登場することがある。
ダイエットコンテストで準グランプリに選ばれたことがある。そのダイエット前は体重が83kgあったという。
その大会にお兄ちゃんがハンディカメラ１台持って見に来て、スタッフに「出演者の親族なんですけど」と言わないといけないところを「出演者の遺族なんですけど」と言ってしまった。
現在、地元の上新庄でエステサロン「リフリコ」を経営している。

## 概要
- 大阪府大阪市東淀川区出身で、共にNSC大阪校26期生出身。2003年4月に結成。
- 父親は賢友流空手道の師範代で岡村隆史に指導をしていた[4]。現在は、ナカノモードエンタープライズのグループ代表として、おせち料理の通信販売事業「板前魂」を展開。その関係で、年末には「板前魂」のPRを兼ねて、お兄ちゃんとテレビ・ラジオ番組で共演する機会が多い。
- よしもと唯一の男女兄妹コンビであり（2009年現在）[5]、仲良し兄妹としても知られている。結成のきっかけは、マイコがM-1グランプリ出場を希望したところ、それなら一緒にやろうといったことだったという。
- マイコの下に弟がおり（二男一女の三人兄弟）、弟の名前のイニシャルであるSをとって、ビタミンSというコンビ名にした。「気持ちはトリオでやっている」とのこと（2009年1月12日「第30回ABCお笑い新人グランプリ」より）。なお、弟は大阪市福島区で「フジヤマドラゴン」大阪店を過去に営業しており、テレビ等でビタミンS自身も紹介していた。
- ネタは、漫才やものまねを活かしたコントを行う。
- 漫才ではものまねなどは行わず、正統派のしゃべくり漫才を披露する。終盤では兄弟喧嘩を起こしその際はボケとツッコミが逆転する。
- K-1の実況ネタをTVなどでやっていた時に、実際に兄にはあるプロレス団体から実況アナウンサーとしてのオファーが来たが、「プロレスはよく知らない」ということでそれを断ったという。その事を今は大後悔している。
- お兄ちゃんは、コンビ結成までMBSヤングタウンの有名なハガキ職人だった。ラジオネームは「ダメダメボーイ13号」や妹の本名「中野舞子」も使っていた。その後、明石家さんまと共演した際にハガキ職人時代のことを覚えてもらっていた。
- あらびき団で「K-1の実況」「小林旭」「桑名正博」ネタしかやっていない為、司会者からネタのレパートリーが少ないと指摘される（本人は否定している）
- 家族揃って杉良太郎のファンで、舞台作品を頻繁に見に行く。お兄ちゃんは1歳で初めて舞台作品を観劇。毎週月曜日にレギュラーで出演中の『上泉雄一のええなぁ!』（MBSラジオ）でも、「お兄ちゃんのクイズ渡り鳥」というコーナーで、直近に見た舞台作品を紹介している。
- お兄ちゃんがテレビ番組で杉良太郎の立ち回りのものまねをするが、審査員だった杉の妻の伍代夏子から「足の角度は凄く似てるけど、雪駄が全然違う」と指摘され、後日、伍代から自宅に、杉が『遠山の金さん』で履いていた雪駄が送られてきた。ちなみにお兄ちゃんの結婚式では、マイコからのサプライズで杉良太郎さんからのメッセージが送られた。
- THE MANZAI 2011において、決勝をかけて全国サーキットを行う、認定漫才師50組に選ばれる。
- お兄ちゃん・マイコとも、2013年12月21日に一般人と結婚した。お兄ちゃんは、2011年から一般人の女性と交際。当初は2015年頃の結婚を予定していたが、2013年3月から元バンドマンの自営業者と交際していたマイコの結婚が先に決まったことを機に、兄妹揃って同じ日に婚姻届を提出することになった[6]。
- マイコは2015年2月7日に第1子となる男児を出産[7]。
- お兄ちゃんは「お兄ちゃんネル」という個人のYouTubeチャンネルをやっており登録者数が10万人、ビタミンSでも「ビタミンSの座長公演」というYouTubeチャンネルをやっており登録者数が約2500人である。
- 2024年に14年ぶりに単独ライブを開催。再びネタも再開した。

## ものまねのレパートリー
- 小林旭
- 桑名正博
- 井上陽水
- 財津一郎
- K-1の実況と藤原紀香
- アンミカ
- ローラ
- スザンヌ
- JOJOのコスプレ漫才（空条徐倫とスタープラチナ）

## 現在の出演番組
- うまンchu（関西テレビ、2012年1月7日 - ） - お兄ちゃんのみ準レギュラー

## 出演番組

### テレビ
- 麒麟の部屋（毎日放送、2007年4月9日 - 2011年3月29日）
- ブラマヨ・チュートのまる金TV（よみうりテレビ）- 映画のコーナー
- サタうま!（関西テレビ）- コイちゃん軍団メンバーとして不定期出演
- 博士と助手〜細かすぎて伝わらないモノマネ選手権〜（フジテレビ）

第11回、第13回はお兄ちゃんのみ出場。第12回は兄妹で参戦。
- TVとWEBでつながる！ ビタペディア（eo光テレビ、2009年7月1日 - ）- ビタミンSがリポーターをつとめる関西の町あるき番組。
- あらびき団（TBSテレビ、2008年3月12日 - ）- 準レギュラー[8]

「渡る世間は鬼ばかり」で、点けっぱなしのTV画面に「あらびき団」出演中の映像が映されて、間接出演したことがある。しかし、えなりかずきによって消され、このVTRを見ていたライト東野とレフト藤井が激怒した。
- 今夜もハッスル（サンテレビ、2008年7月12日）
- お笑いメリーゴーランド（TBSテレビ、2008年10月16日）- 第2回で友近、木村明浩（バッファロー吾郎）、指圧野郎と一緒に「友近チーム」のメンバーで出演
- 千鳥のぼっけぇTV!（GAORA）
- ジャイケルマクソン（毎日放送）
- よしもとサンサンTV（サンテレビジョン）
- 新春ホワイトカーペット（フジテレビ、2009年1月1日）

ホームページで予告されており、実際出演はしているが放映はされていない。
- 上泉雄一のええなぁ!（毎日放送ラジオ）- お兄ちゃんのみレギュラー出演
- 爆笑レッドカーペット（フジテレビ、2009年1月14日 - ）キャッチコピーは「片思いの兄弟愛」

本来は小林旭のネタをやろうとしたのだが、スタッフにより却下されたため当番組では普通の漫才を披露した。
- チュー'sDAYコミックス 侍チュート!（毎日放送）
- オールザッツ漫才（毎日放送）
- よしもとモノマネGP（毎日放送、2009年2月21日）
- ものまねグランプリ（日本テレビ、2009年5月3日）

お兄ちゃんは小林旭、マイコはチェ・ジウのものまねで出演
- 上方演芸ホール（NHK大阪放送局、2009年9月20日）
- ゼッタイジャルっ!（関西テレビ、2010年5月21日）- お兄ちゃんのみ
- 枠アリ!（毎日放送、2010年12月10日・2011年2月18日）- マイコのみ、エージェント
- トレセンまるごと情報局（グリーンチャンネル、2013年1月10日 - 2017年12月26日）- お兄ちゃんのみ
- GOGO競馬サタデー!（ラジオ関西）・GOGO競馬サンデー!（毎日放送ラジオ） - お兄ちゃんのみレギュラー出演。「ビタミンSお兄ちゃんの、男の馬券ショー!」では毎回、中継対象のメインレースの予想を披露している。

### 映画
- 日常〜恋の声〜（2007年）

### インターネット番組
- 街録ch〜あなたの人生、教えて下さい〜（YouTube番組、2021年）- お兄ちゃんのみ